# Вячеслав Зайцев
Вячеслав Алексеевич Зайцев (род. 12 ноември 1952 година, Ленинград) е съветски волейболист, сред най-добрите разпределители в историята на волейбола.
Той е многогодишен капитан на националния отбор на СССР през един от най-силните периоди на „Сборная“. Заслужил майстор на спорта на СССР (1978). Награден с ордените „Знак почета“ и „Дружбы народов“.
Женен, с две деца. Синът му Иван е роден в Италия и се състезава за националния отбор по волейбол на „адзурите“.

## Клубна кариера
Състезателната си кариера започва на 17 години, когато дебютира в мъжкия състав на Автомобилист (Ленинград). Състезава се за клуба до 1987 година, като през този период Зайцев е ключов състезател на ленинградчани и клуба отстъпва само на ЦСКА (Москва).
Зайцев е първия съветски волейболист, който отива да се състезава в чужбина. Играе за италианските Сполето, Агридженто и Чита де Кастело, които извежда от втората група на италианския шампионат А2 до висшата група А1.
Завършва клубната си кариера в швейцарския Лугано на 40 годишна възраст.

## Национален отбор
В Националния отбор на СССР дебютира през 1971 година. През 1977 година става капитан и играе до 1988 година. През този период отборът 8 години няма поражение на официален турнир.

## Награди и постижения

### Постижения
- Шампион на Олимпиадата в Москва (1980).
- Вицешампион на Олимпиата в Монреал (1976).
- Вицешампион на Олимпиадата в Сеул (1988).
- Двукратен световен шампион на шампионатите през 1978 и 1982 година.
- Двукратен световен вицешампион на шампионатите през (1974, 1986).
- Двукратен носител на Световната купа (1977, 1981).
- Сребърен медалист на Световната купа (1985).
- Победител на Игрите на Добра воля през 1986 година.
- Седемкратен шампион на Европа (1971, 1975, 1977, 1979, 1981, 1983, 1985).
- Шампион на Европа при младежите (1971).
- Шампион на Универсиадата (1973).
- Двукратен носител на КНК (1982, 1983).
- Вицешампион на Спартакиадата на народите на СССР (1975).
- Вицешампион на СССР по волейбол (1976 – 1982).
- Носител на бронзов медал от шампионатите на СССР през 1972 – 1975, 1985, 1987.
- Носител на Купата на СССР по волейбол (1983).

## Треньорска кариера
Започва треньорската си кариера през август 1992 г. в Лугано (Швейцария).
През 1994 г. се връща в Русия като помощник-треньор в Белогорие, през 1995 г. завоюва купата на Русия. През 1996 година е помощник на Вячеслав Платонов на Олимпиадата в Атланта. През 1997 година е старши треньор на „сборная“ на Световната лига, където заема 3 място.
През годините 1998 – 2005 отново се връща в Италия, където работи с юношите на клубове от серия А1. През 2005 – 2006 е старши треньор на женския отбор на Динамо (Москва), с когото става шампион на Русия. През 2006 – 2007 г. е главен треньор на младежкия национален отбор на Русия, с които става шампион на Европа (2006) и вицешампион на световното (2007); старши треньор на „Локомотив-Белогорие“. От април до ноември 2008 године е главен треньор на „Динамо-Янтарь“, от април 2009 година – главен треньор на „Металоинвест“, след това отново поема „Локомотив-Белогорие“. През сезон 2011/12 е начело на „Кристал“ от Воронежка област.